# Centromerus bonaeviae
Centromerus bonaeviae là một loài nhện trong họ Linyphiidae.
Loài này thuộc chi Centromerus. Centromerus bonaeviae được Paolo Marcello Brignoli miêu tả năm 1979.